# Barentsia matsushimana
Barentsia matsushimana är en bägardjursart som beskrevs av Toriumi 1951. Barentsia matsushimana ingår i släktet Barentsia och familjen Barentsiidae. Arten är reproducerande i Sverige. Inga underarter finns listade i Catalogue of Life.